# IC 2163
IC 2163 – galaktyka spiralna z poprzeczką (SBc), znajdująca się w gwiazdozbiorze Wielkiego Psa w odległości 150 milionów ly. Odkrył ją Herbert Howe 11 lutego 1898 roku. Galaktyka ta oddziałuje grawitacyjnie z NGC 2207.

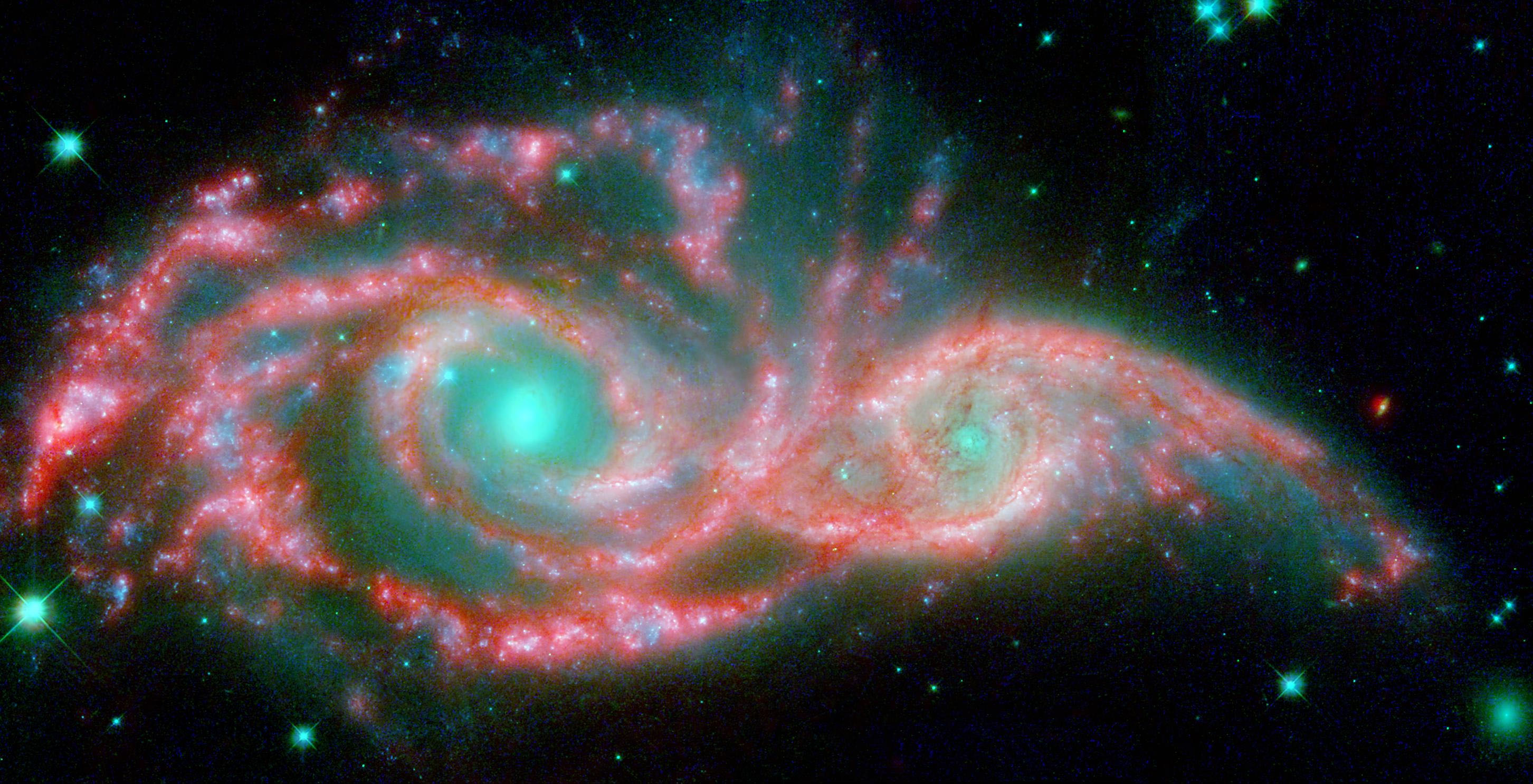
Galaktyki NGC 2207 i IC 2163 (mniejsza) – Spitzer